# Казарка чорна

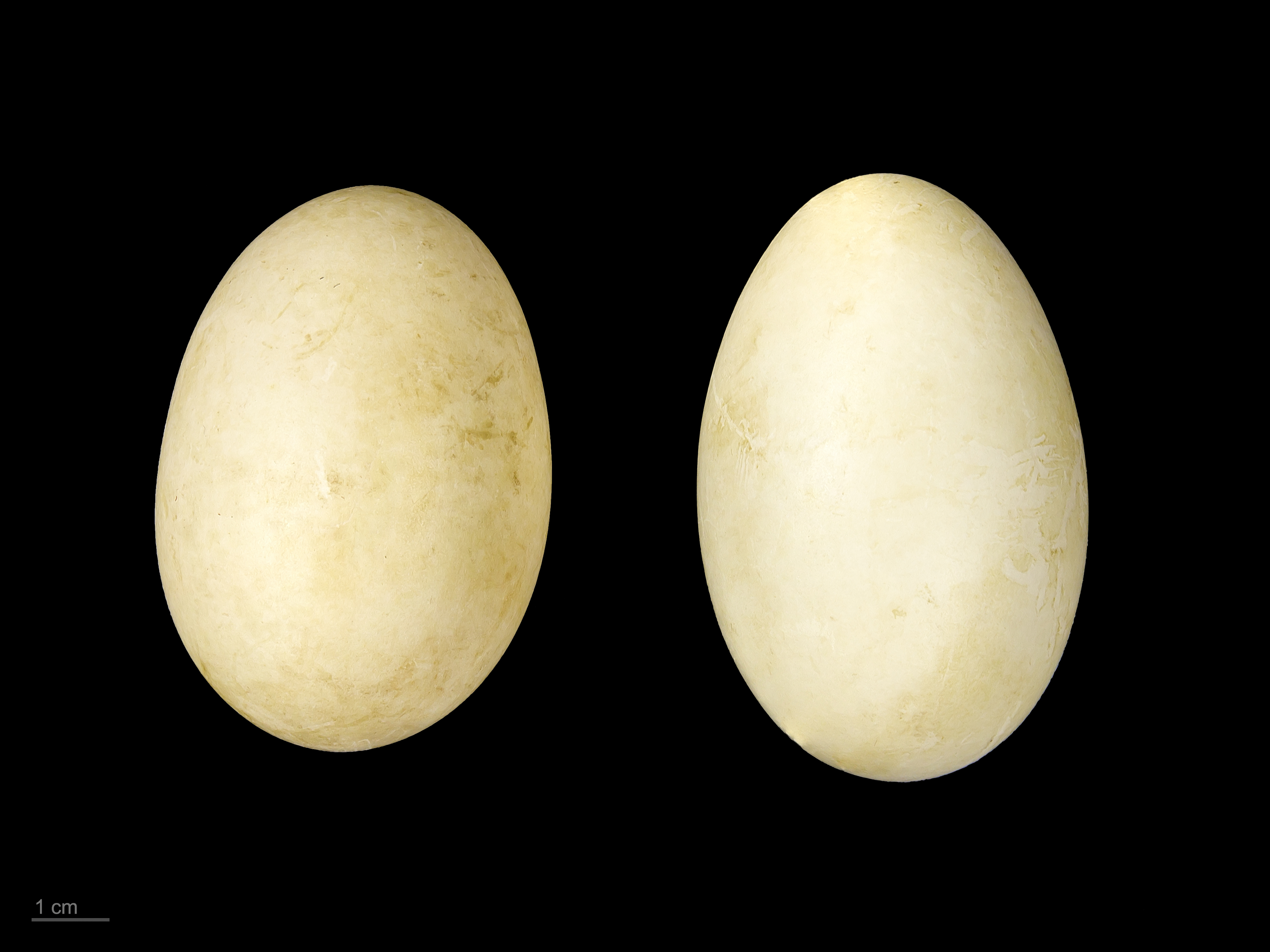
яйце Branta bernicla — Тулузький музей

Каза́рка чо́рна (Branta bernicla) — невеликий водоплавний птах родини качкових (Anatidae), за деякими даними поділяється на кілька окремих видів. В Україні це рідкісний залітний вид.

## Зовнішній вигляд
Маса тіла 1,0-2,2 кг, довжина тіла 56-61 см, розмах крил 110—120 см. У дорослого птаха підвиду bernicla голова, шия і воло чорні; збоку на шиї біла поперечна смужка; верх тулуба, груди і черево спереду сірувато-чорні; пера спини з вузькою світлою верхівкою; задня частина черева, надхвістя і підхвістя білі; махові і стернові пера чорні; дзьоб і ноги чорні; підвид hrota має білуваті груди і боки тулуба. У молодого птаха забарвлення блідіше, з бурим відтінком; покривні пера крил зі світлою верхівкою; білих пер збоку на шиї нема.

## Поширення та чисельність
Чисельність чорних казарок у 1940-х -1950-х роках становила близько 400—500 тисяч особин — залежно від щорічної успішності розмноження.
Гніздяться на півночі тундри біля морського узбережжя і на островах Євразії і Північної Америки, заходячи за полярне коло. Зимують південніше на берегах річок і озер в Данії, Англії, південних та центральних районах США уздовж узбережжя. Деякі чорні казарки частину зими проводять на Північному морі.

## Підвиди
- Американська казарка